# Villa Emo

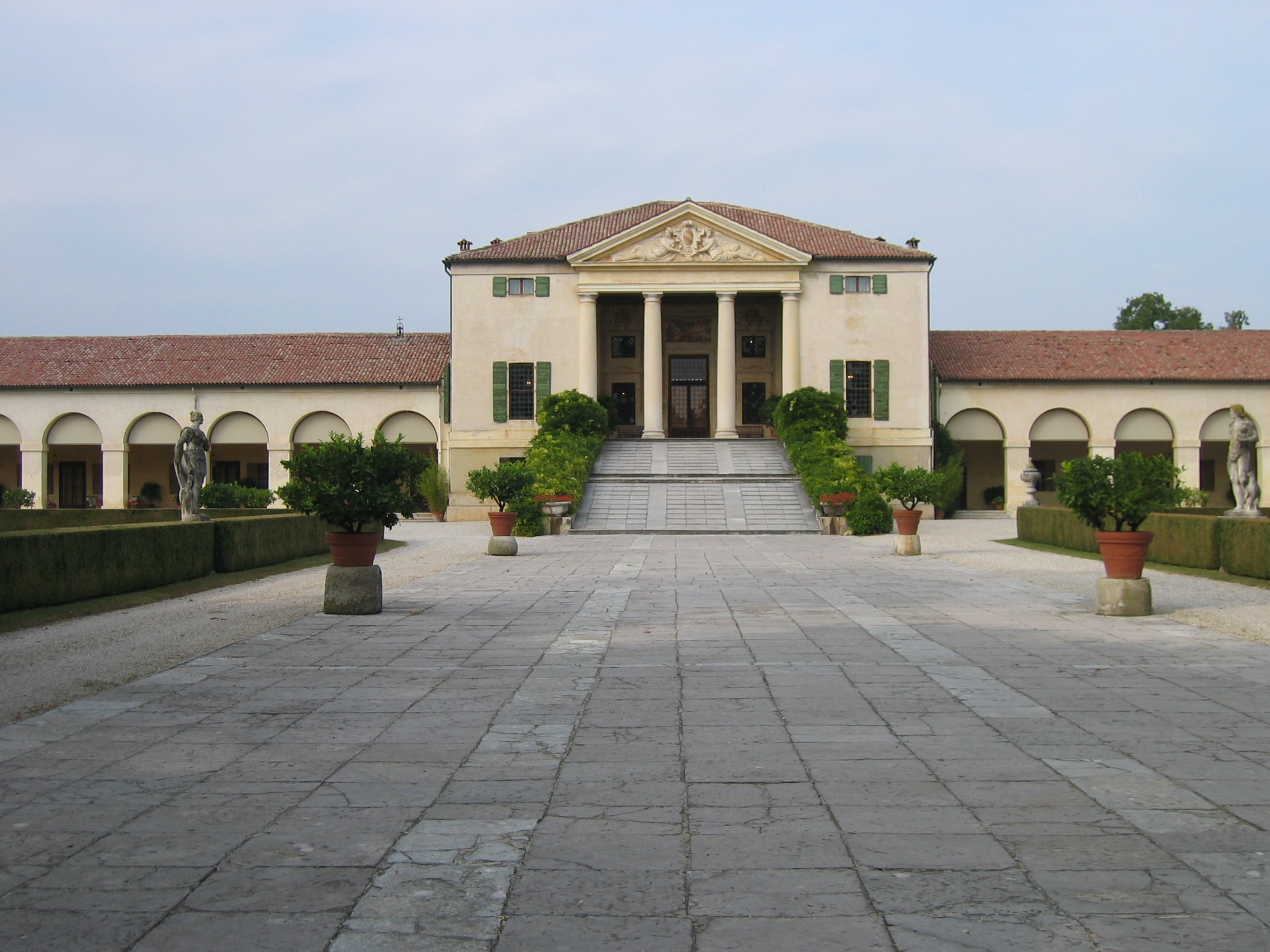
Fachada da Villa Emo.

Villa Emo é uma villa italiana construída no Veneto, próximo da aldeia de Fanzolo di Vedelago, por Andrea Palladio, em 1559, para a família Emo de Veneza. Ainda permanece como um edifício excepcionalmente bonito no seu ambiente, tal como estava quando foi concluído. Pertenceu sempre à família Emo até que foi vendido em 2004.

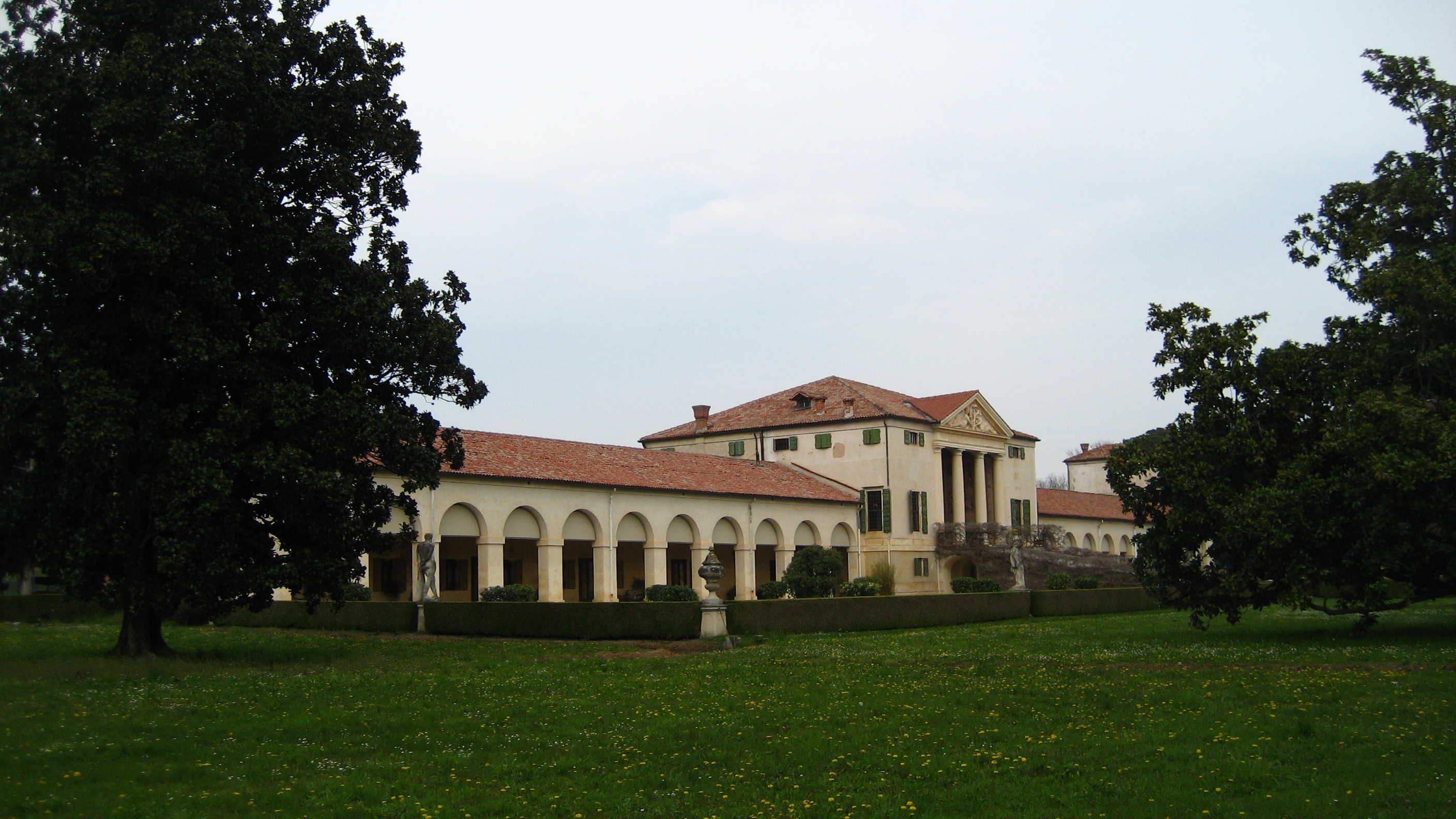
Villa Emo

É uma das mais hábeis villas Palladianas, feita depois de 20 anos de experiência de Palladio em arquitectura doméstica. Tem sido apreciada pelas relações matemáticas simples expressadas nas suas proporções, tanto da elevação como das dimensões das salas no plano.
A casa está enquadrada em duas alas colunadas as quais albergam actividades agrícolas, pois esta era uma verdadeira villa de trabalho, tal como a Villa Badoer e várias outras desenhadas por Palladio. Um longo passeio feito de grandes pedras de pavimento quadradas leva à fachada da casa. Em vez da usual escadaria ou escadarias subindo para a porta principal, a casa tem uma larga rampa com uma suave inclinação. O exterior é simples, desprovido de qualquer decoração. Em contraste, o interior é ricamente decorado com afrescos coloridos, feitos por Giambattista Zelotti, que também foi responsável por trabalhos similares noutras villas de Palladio.

Planta da Villa Emo no I Quattro Libri dell'Architettura de Palladio.

A planta da Villa Emo, apresentada no Quattro libri de Palladio, corresponde quase exactamente ao que foi realmente construido. Palladio, no entanto, foi invulgarmente breve nos seus comentários sobre esta villa.
A Villa Emo está classificada pela UNESCO, desde 1996, como Património Mundial, incluída no sítio Cidade de Vicenza e Villas de Palladio no Véneto juntamente com outras obras de Palladio.